# François Luckx
François Luckx, né à Malines, le 5 septembre 1802 et mort à Bruxelles le 30 juillet 1849, est un peintre belge, connu pour ses scènes de genre, ses portraits, ses natures mortes et ses représentations florales.
Au Salon de Bruxelles de 1848, il obtient une médaille de vermeil. Les Musées royaux des Beaux-Arts de Belgique et l'Ulster Museum conservent ses œuvres.

## Biographie

### Famille
François (François Jean) Luckx, né à Malines le 5 septembre 1802, est le fils de Jean Luckx (1765), perruquier, et d'Adélaïde Josse (1770), marchande lingère. 

### Formation
François Luckx est étudiant à l'Académie des beaux-arts de Malines, où il suit les cours des frères François et Jean Vervloet et de Jacques Jean De Raedt, directeur de l'institution qui remarque ses aptitudes. En 1818, il obtient le premier prix en représentation de fleurs, l'année suivante le premier prix de dessin d'après le plâtre et en 1821, le second prix de dessin d'après nature.  Ensuite, afin de parfaire sa formation, il s'établit à Paris, où, durant un an, il se forme auprès du peintre Louis Hersent, professeur aux Beaux-Arts de Paris et s'initie à la peinture d'histoire, aux scènes d'intérieur de genre, avant de compléter ses études chez le peintre Serrure.

### Carrière
En 1830, de retour en Belgique, il revient à Malines, sa ville natale, avant de s'établir vers 1832 à Bruxelles. Il participe, pour la première fois à un salon triennal belge en envoyant un portrait au Salon de Bruxelles de 1830. 
Il obtient une médaille de vermeil au Salon de Bruxelles de 1848 pour deux scènes de genre : Plaisirs de la famille et Conversation.
François Luckx, atteint par le choléra, compose une toile La Fête du maître d'école qu'il n'a pas le temps d'achever. Il meurt, à l'âge de 46 ans, rue des Longs chariots no 9 à Bruxelles le 30 juillet 1849. Ses funérailles ont lieu en la Cathédrale Saints-Michel-et-Gudule de Bruxelles, en présence d'une affluence d'artistes et de notabilités, dont Pierre-Théodore Verhaegen, président de la Chambre des Représentants, François-Joseph Dindal, vice-président du Sénat, André Dieudonné Trumper, conseiller communal, et de tous les pensionnaires du refuge Sainte-Gertrude. Le cercueil est orné des ornements emblématiques du célibat. Son inhumation a lieu au cimetière de Saint-Josse-ten-Noode. Il laisse le souvenir d'un homme généreux, partageant régulièrement le produit de la vente de ses œuvres aux personnes nécessiteuses, ne laissant à ses sœurs que quelques tableaux,.

## Œuvre

### Caractéristiques

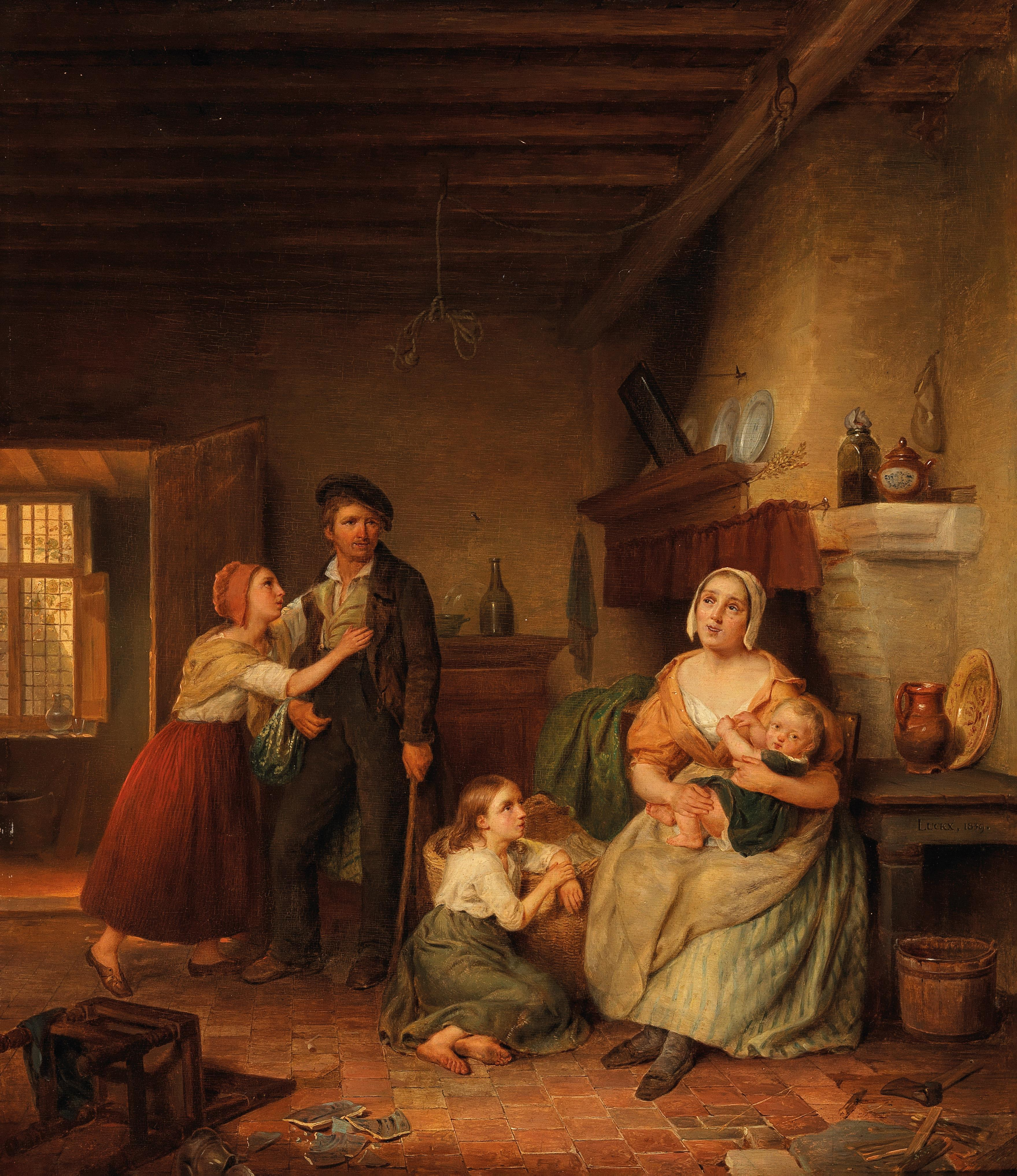
La Cruche cassée (1839).

Son champ pictural couvre les portraits, puis essentiellement les scènes de genre, les natures mortes et les représentations florales. Le nombre de ses œuvres est restreint. Une note manuscrite du peintre révèle qu'il n'a réalisé que 42 tableaux en dix ans. C. Seffen, son biographe, évoque une toile de grand format représentant les massacres commis durant la guerre d'indépendance grecque que le roi Guillaume Ier des Pays-Bas souhaitait acquérir avant la Révolution belge en 1830.
Au Salon de Bruxelles de 1848, le critique Louis Van Roy considère que François Luckx a du talent. Conversation et Plaisir de famille sont deux tableaux dans lesquels le choix des expressions est heureux, mais dont la peinture est à la fois léchée et glaciale. Le quotidien L'Indépendance belge commente les mêmes œuvres : « Si la conscience disparaissait de la terre, elle se réfugierait dans le pinceau de M. Luckx. Cet artiste termine ses tableaux avec amour, avec dévouement. Nous sommes persuadés que ses esquisses sont moins lâchées que les plus sévères de ses confrères. On en peut juger par les Plaisirs de la famille. Dans ce petit tableau précieusement fini, les figures ont du naturel et les accessoires font illusion. Qu'y manque-t-il ? Çà et là une touche spirituelle, inattendue, qui rompe avec la monotonie des tons fondus trop uniformément. Nous appliquerons la même observation à la Conversation ».

### Expositions
- Salon de Bruxelles de 1830 : un portrait[8].
- Salon de Bruxelles de 1836 : deux portraits (une dame et un officier)[9].
- Salon d'Anvers de 1837 : un portrait[10].
- Salon de Bruxelles de 1839 : deux portraits et Scène d'intérieur[11].
- Salon de Bruxelles de 1848 : Plaisirs de la famille et Conversation (médaille de vermeil)[4].

### Postérité
En 1873, le biographe Seffen mentionne Un guerrier grec exposé à Malines acquis par le comité d'exposition et attribué par tirage au sort au sculpteur Pieter Jan Tambuyser. Le cabinet du roi Louis II de Bavière renferme une Vue d'intérieur de François Luckx. Le musée de Malines acquiert en 1851 trois œuvres : Moine en prière, Intérieur de ferme (étude) et Scène de l'histoire grecque (esquisse). La galerie de Gabriel de Lessert vend, en 1869, trois scènes de genre de Luckx : Joueurs de dominos, Le Repas de l'après-midi et Vue intérieure d'une auberge flamande. D'autres toiles sont dispersées aux enchères dans les années 1860-1870 : Une femme regardant par la fenêtre, Le Scélérat, Marchand de fruits et de fleurs et Le Joyeux cordonnier.

### Collections muséales
- Musées royaux des Beaux-Arts de Belgique (Bruxelles) : Le Départ du mauvais sujet (1846), huile sur bois, inventaire no 2562, format 67 × 57,5cm, acquis en 1873[12].
- Ulster Museum (Belfast) : Deux figures à la fenêtre (1867), huile sur bois, inventaire no U87, format 24,8 × 20,8 cm, légué en 1906[13].